# 정용진
정용진(鄭溶鎭, 1968년 9월 19일~)은 대한민국의 기업인이다. 신세계그룹 회장이다.

## 생애
정용진은 1968년 9월 19일 정재은 신세계 명예회장과 이명희 신세계 회장 사이에서 장남으로 태어났다. 경복고등학교를 거쳐 서울대학교 서양사학과를 1년 다니다 미국으로 건너가 브라운대학교 경제학과를 졸업하였다. 1994년 귀국 후 한국후지쯔 유통사업부에서 1년간 근무했다.
1995년 신세계 전략기획실 전략팀 대우이사로 입사하였으며 1997년 기획조정실 상무로 승진, 2000년 경영지원실 부사장을 거쳤으며, 2006년 경영지원실 부회장을 맡아 경영에 참여하였고, 2009년 11월 30일 신세계 총괄 대표이사로 승진하였다. 2010년 3월 5일 주주총회를 통해 대표이사로 선임, 1995년 12월 신세계 상무로 입사한 지 15년 후에 대표이사에 오르게 되었다. 이후 2024년 신세계 회장으로 취임하였다.
외사촌인 이재용 삼성전자 회장과는 경복고등학교 동기동창이다.
2008년 1월 12일 임직원들과 함께 재계인사로는 드물게 태안기름유출사건 기름제거봉사에 동참하였다. 2014년부터 대학생들을 대상으로한 인문학 부흥 프로젝트인 '지식향연'을 개최하고 직접 강사로 나서는 등 인문학 전도사로서의 역할에 앞장서고 있다.
2015년부터는 신세계그룹이 모든 비용을 대고 협력회사까지 참여하는 '신세계그룹&파트너사 상생채용박람회'를 개최하고 있으며 특히 2016년부터는 청년, 중장년층, 경력단절여성은 물론 장애인 채용에도 적극 나서고 있다. 지난 2016년 6월 21일 채용박람회에서 "기업의 사회적 책임 중 가장 기본은 고용창출" 이라며 향후에도 지속적으로 지원할 의사를 밝혔다. 2017년 5월에는 5번째 신세계그룹&파트너사 상생채용박람회가 일산 킨텍스에서 진행됐다.
또한 협력회사, 전통시장과의 동반성장을 위해 다양한 활동을 지원하고 있다. 2016년 8월에는 당진시, 당진 전통시장과 협력을 통해 당진 상생스토어를 오픈했다. 1층에는 어시장, 2층에는 노브랜드 매장이 들어섰으며 이곳 매장에서는 신선식품을 팔지 않는다. 2017년 6월 구미 선산봉황시장에 노브랜드 청년상생스토어를 열었으며, 2017년 8월에는 안성맞춤시장에 2017년 11월에는 여주한글시장에 각각 노브랜드 상생스토어를 열며 전통시장과의 동반성장을 꾸준히 실천해가고 있다. 평소에 "유통업의 미래는 시장점유인 마켓셰어(Market share)보다 소비자의 일상을 점유하는 라이프셰어(Life share)를 높이는데 달려있다" “빠르게 바뀌고 있는 유통 환경에서 ‘혁신’이 필요하다” 며 임직원들에게 지속적인 도전과 혁신을 강조하며 신세계그룹의 역량을 총결집해 세상에 없던 새로운 유통 플랫폼으로 쇼핑테마파크를 선보였다.
그 첫번째가 2016년 9월 9일 경기도 하남시에 국내최대 규모(무려 축구장 70개 규모)로 문을 연 스타필드 하남이다. 스타필드 하남에는 트레이더스, 노브랜드, PK마켓, 일렉트로마트, 토이킹덤, 베이비서클 등의 전문관과 다양한 판매시설, 아쿠아필드, 스포츠몬스터 같은 놀이와 힐링 체험공간, F&B시설까지 갖춰 남녀노소 누구나 하루 종일 머물러도 지루하지 않는 복합 체류형 문화공간으로 자리매김했다. 
이를 바탕으로 2016년 12월 서울 강남구 삼성동 코엑스몰에 스타필드 코엑스몰을 열었으며, 2017년 5월 ‘책을 펼쳐 꿈을 품을 수 있는 공간’이란 의미를 담아 스타필드 코엑스몰에 별마당 도서관을 오픈 했다. 별마당 도서관은 오픈 이후 많은 방문객들에게 쇼핑과 문화가 아우러진 복합문화공간으로 좋은 반응을 얻고 있으며, 명사초청 강연과 다양한 테마의 이벤트, 무료 공연 등을 진행하며 도심속 문화 랜드마크가 되고 있다.
2017년 8월에는 수도권 서북부 최대 쇼핑테마파크로 스타필드 고양을 오픈했다. 스타필드 하남의 운영 노하우와 고양상권 특성에 최적화한 복합체류공간으로 엔터테인먼트 시설을 차별화 하고, 키즈 특화 공간과 외식시설을 확대해 선보이며 차별화했다
이외에도 편의점 이마트24 리브랜딩, 제주소주 푸른밤 론칭, 신세계TV쇼핑 업계 최초 '다중 방송 서비스' 도입 등 신규사업에 대한 끊임없는 도전을 이어가고 있다.
‘도전과 혁신’은 혼자만의 힘으로 되는 게 아니라며 늘 “지나칠 정도로 소통해야 한다”고 강조하고 소통을 포기하면 세상의 변화를 포착할 수 없다는 생각 아래 사회네트워크망(SNS)을 통해 고객, 임직원, 협력회사 등과 활발한 소통을 나누고 있다.
한편 신세계는 해외 투자 운용사로부터 1조 투자 유치를 확정하고 온라인 사업을 그룹의 역점사업으로 키운다고 한다.
2021년 2월 23일, SK텔레콤이 가진 SK와이번스 지분 100% 승계 조건으로 SK와이번스 프로야구단을 인수 승계하며 SSG 랜더스 야구단을 출범시켰다. 본격적으로 KBO 리그에 뛰어든 것이다. 또한 한국 야구 역사상 최고의 타자로 손꼽히는 추신수를 구매했다.
2024년 이마트·에브리데이를 품은 ‘통합 이마트(139480)’를 출범시켰다. 합병을 통해 매입·물류 등으로 자체 경쟁력을 키우고 시너지를 강하게한다. 수익성 중심 전략을 강조해 ‘통합 경영’에도 한층 속도가 붙을 전망이다.

## 가족
| 관계       | 이름   | 출생일          | 사망일           | 직위                 |
| ---------- | ------ | --------------- | ---------------- | -------------------- |
| 외할아버지 | 이병철 | 1910년 2월 12일 | 1987년 11월 19일 | 삼성그룹 창업자      |
| 외할머니   | 박두을 | 1907년 11월 8일 | 2000년 1월 3일   |                      |
| 할아버지   | 정상희 | 1907년 8월 7일  | 1981년 3월 7일   | 제1공화국 국회의원   |
| 아버지     | 정재은 | 1939년 3월 15일 |                  | 조선호텔 명예회장    |
| 어머니     | 이명희 | 1943년 9월 5일  |                  | 신세계그룹 총괄회장  |
| 외삼촌     | 이맹희 | 1931년 6월 20일 | 2015년 8월 14일  | 제일비료 회장        |
| 외삼촌     | 이창희 | 1933년 5월 24일 | 1991년 7월 19일  | 새한미디어 회장      |
| 외삼촌     | 이건희 | 1942년 1월 9일  | 2020년 10월 25일 | 삼성전자 회장        |
| 외숙모     | 홍라희 | 1945년 7월 15일 |                  | 삼성미술관 리움 관장 |
| 외사촌     | 이재용 | 1968년 6월 23일 |                  | 삼성전자 회장        |
| 여동생     | 정유경 | 1972년 10월 5일 |                  | 신세계백화점 사장    |